# ابوالفتح بستی
ابوالفتح علی بن محمد بُستی از شاعران سده چهارم هجری قمری است. زادگاه او را شهر بُست سیستان می‌دانند. او به زبان عربی تسلط کامل داشت. از نتایج طبع او، دو دیوان شعر به جای مانده‌است. وفات وی را به سال ۴۰۱ ق ثبت کرده‌اند.
نویسنده کتاب دورنمایی از فرهنگ ایرانی و اثر جهانی آن، این شعر را به‌عنوان نمونه‌ای از اندیشه و قلم این شاعر سیستانی در نوشته خویش آورده‌است.
| یکی نصیحت من گوش دار و فرمان کن |  | که از نصیحت سود آن کند که فرمان کرد |
| همه به صلح گرای و همه مدارا کن  |  | که از مدارا کردن، ستوده گردد مرد    |

## جستار های وابسته
- سیستان
- شاعران سیستانی
- شاعران ایرانی